# Звездачи
«Звездачи» (фин. Kaiken se kestää) — финская драма 2017 года режиссёра Виса Койсо-Канттила. Другое название фильма — Star Boys. Бюджет фильма составил €1 450 985, из которых €740 000 выделил Финский фонд кино.
Фильм был снят в регионе Оулу в феврале-июне 2016 года. Премьера фильма состоялась 1 февраля 2017 года в Гётеборге (Швеция) на 40-й Гётеборгском кинофестивале, в Финляндии картина была впервые показана 8 сентября 2017 года. Фильм был выбран для участия в конкурсной программе Московского международного кинофестиваля в июне 2017 года.

## Сюжет
Главные герои фильма — 13-летние школьники Веса и Каарло. Они живут в консервативном и религиозном городке в Северной Финляндии. Но наступили 1970-е и даже сюда добралась сексуальная революция. Пока взрослые пытаются сексуально раскрепоститься, научиться любить и чувствовать друг друга эмоции по-новому, их детям, только вставшим на порог во взрослую жизнь, предстоит пережить последствия разрушения традиционных моральных ценностей, найти своё место в меняющемся на глазах мире. Ситуация усугубляется тем, что городку, в котором живут герои, тоже предстоит измениться, его ожидает масштабная перестройка, в которой активно участвует отец одного из героев.

## В ролях
- Вили Саарела — Виса
- Олави Ангерво[фин.] — Каарло
- Антти Луусуаниеми[фин.] — Тапио
- Пихла Вийтала — Марья
- Томи Энбуска — Антеро
- Малла Малмиваара[фин.] — Улла
- Ристо Туорила[фин.] — Олави
- Ээва-Майя Хаукенин[фин.] — Тюуне
- Янне Раудаскоски[фин.]

## Съёмочная группа
- Режиссёр — Виса Койсо-Канттила[фин.]
- Сценарист — Виса Койсо-Канттила[фин.]
- Продюсеры — Мика Риталахти, Нико Риталахти, Петер Хилтунен (сопродюсер), Стефан Апелгрен (сопродюсер)
- Оператор — Яркко Т. Лайне[фин.]
- Композитор — Пер Сторби[швед.]
- Монтажёр — Мерви Юнкконен[фин.]
- Звукорежиссёр — Тони Остерхольм
- Декорации — Саара Йоро
- Костюмы — Рийта Рёпелинен

## Отзывы
| Издание           | Автор             | Оценка | Ссылка |
| ----------------- | ----------------- | --- | ------ |
| Helsingin Sanomat | Leena Virtanen    | 3 из 5 звёзд · 3 из 5 звёзд · 3 из 5 звёзд · 3 из 5 звёзд · 3 из 5 звёзд                                                                                      | [ 7 ]  |
| Hufvudstadsbladet | Krister Uggeldahl | 2 из 5 звёзд · 2 из 5 звёзд · 2 из 5 звёзд · 2 из 5 звёзд · 2 из 5 звёзд                                                                                      | [ 8 ]  |
| CinemaFlood       | Карина Туманова   | 6 из 10 звёзд · 6 из 10 звёзд · 6 из 10 звёзд · 6 из 10 звёзд · 6 из 10 звёзд · 6 из 10 звёзд · 6 из 10 звёзд · 6 из 10 звёзд · 6 из 10 звёзд · 6 из 10 звёзд | [ 9 ]  |